# バストーニュ
バストーニュ（フランス語:Bastogne、ドイツ語:Bastnach、ルクセンブルク語:Baaschtnech、オランダ語:Bastenaken）は、ベルギー、リュクサンブール州の都市。アルデンヌ高原にあり、ルクセンブルク大公国の国境とは12kmしか離れていない。バストーニュは、かつてコミューンであったロングヴィリ、ノヴィル、ヴィラール・ラ・ボンヌ・オー、ワルダンを含む。
また、バストーニュとは、ワロン語地域で作られる、シナモンと黒砂糖のかかったビスケットの一種の名称でもある。

## 歴史
ローマがこの地を征服したとき、ガリアの一部族トレウェリ族（Treveri）が住んでいた。バストーニュの名が歴史上に登場したのはさらに遅く、634年にこの地の封建領主がトリアー近郊の聖マクシミン修道院に領地を割譲し寄進したときである。1世紀後、バストーニュはプリュム修道院の辺りにあった。再びバストーニュの町と市場が触れられるのは887年の文書においてである。13世紀より神聖ローマ皇帝兼ルクセンブルク伯ハインリヒ7世は、バストーニュで硬貨を鋳造していた。1332年、その息子ヨハン・フォン・ルクセンブルクはバストーニュに市憲章を授け、城壁で取り囲んだ。その際に築かれたトレーヴ門は現在も残っている。1451年、ルクセンブルク伯領はブルゴーニュ公国へ併合され、1516年にブルゴーニュ公の後継者たるシャルル（神聖ローマ皇帝カール5世）がスペイン王位につくと、以後はスペイン・ハプスブルク家領となった。
都市の城壁は戦乱の時代に困難から守り、非常に効果的であった。都市の経済は農業とウシの飼育で名高く、繁栄した。1602年、バストーニュの城壁はオランダ共和国軍の攻撃を退けた。九年戦争中の1688年、バストーニュはフランス軍に占領され、ルイ14世はバストーニュの城壁を取り壊すよう命じた。
19世紀のベルギー独立で、バストーニュはその森林からの産物とウシ市で外国に知られ、経済は順調であった。近郊の自治体とバストーニュをつなぐ鉄道が敷かれた。この繁栄は、第一次世界大戦でドイツに占領されたことで全て終わりを告げた。

### 第二次世界大戦
1944年終わりに連合国に解放された後、バストーニュは再びドイツ軍に攻撃された。ヒトラーがアルデンヌ高原を手中に置こうとしたのである。目標はアントウェルペンで、米英を分断し供給を断つことにあった。寒く霧の発生を好機とし、12月16日、ドイツ歩兵隊はバルジの戦いで、バストーニュ周辺にまばらに配備されたアメリカ軍を攻撃し始めた。一時はドイツがバストーニュを包囲し、劣勢に立ったアメリカ側にドイツが降伏を迫ったところ、アンソニー・マコーリフ将軍は短く「ふざけるな!」（Nuts!）答えた。12月26日、ジョージ・パットン指揮のアメリカ軍がこの行き詰まりを打破した。

## みどころ
- トレーヴ門 - 14世紀につくられた城壁の一部
- サン＝ピエール教会とロマネスク様式の塔
- マルダッソン・メモリアル - バルジの戦いによるアメリカ軍兵士をたたえるためつくられた。

## 交通
- 道路 - 欧州自動車道路E25、ベルギー国道4号線
- 鉄道 - ベルギー国鉄の163号線と164号線